# Charadranaetes durandii
Charadranaetes es un género monotípico de plantas herbáceas perteneciente a la familia de las asteráceas. Su única especie: Charadranaetes durandii, es originaria de Costa Rica en la Provincia de San José.

## Taxonomía
Charadranaetes durandii fue descrita por (Klatt) Janovec & H.Rob.   y publicado en  Novon 7(2): 165. 1997.
Sinonimia
- Pseudogynoxys durandii (Klatt) B.L.Turner
- Senecio durandii Klatt basónimo[3]